# M99
M99 (NGC4254) e спирална галактика, разположена по посока на съзвездието Косите на Вероника. Открита е от Пиер Мешет през 1781. Спиралната ̀и структура е открита от Лорд Росе в средата на XIX век.. В нея са наблюдавани 3 свръхнови.
Мост от междузвездно вещество свързва галактиката с халото от тъмна материя VIRGOHI21 от галактичният свръхкуп в Дева. Приливните сили са причина за асиметричната ̀и форма.
Галактиката се намира на 60 млн. св.г., ъгловите ̀и размери са 5′.4 × 4′.7, а видимата ̀и звездна величина е +10.4.